# Арбалет-2

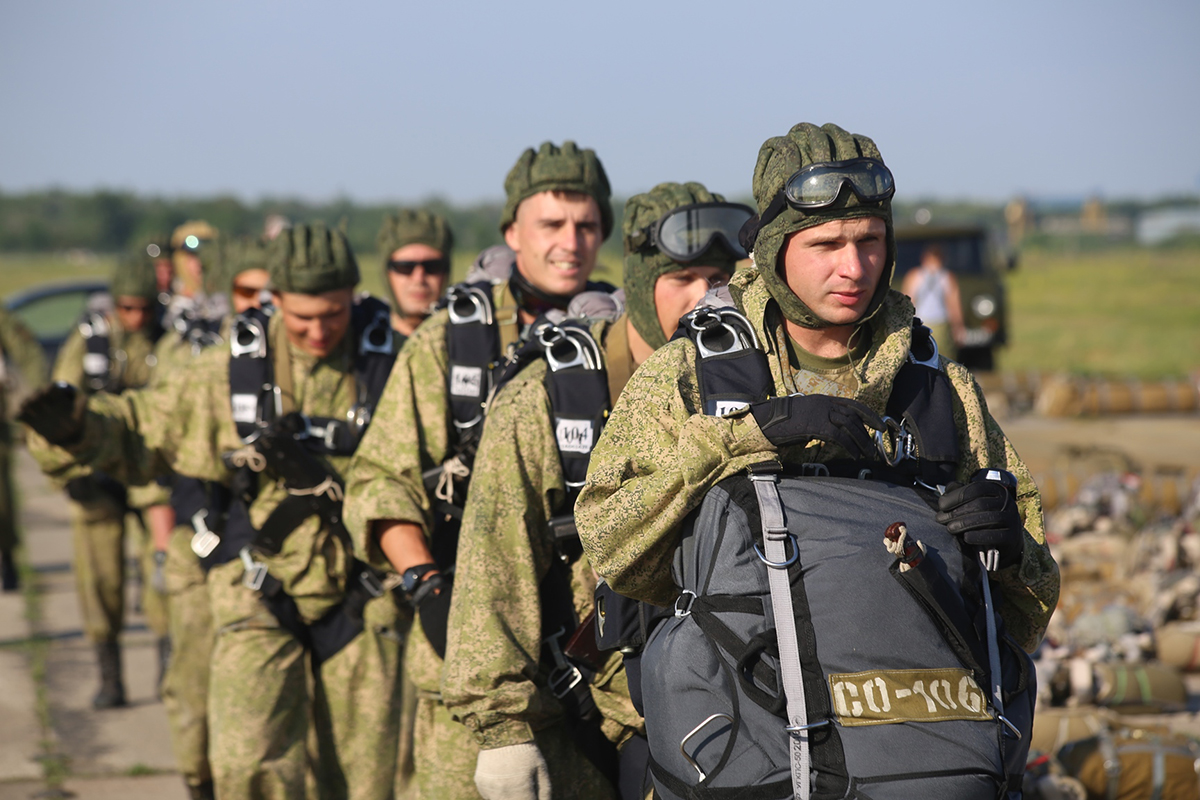
Военнослужащие 22-й гв. обрспн совершают первые прыжки с парашютными системами «Арбалет-2» из транспортно-боевых вертолётов Ми-8АМТШ «Терминатор».

Арбалет-2 — парашютная управляемая система специального назначения.
Парашютная система «Арбалет-2» состоит на вооружении специальных и разведывательных подразделений ВДВ ВС России и предназначена для десантирования с комплектом необходимого вооружения и снаряжения.
Главной отличительной особенностью системы является то, что она позволяет справиться с управлением, привести купол в заданную ограниченную площадку приземления, обеспечить безопасное приземление на парашюте и приступить к выполнению задач.
«Арбалет-2» обеспечивает безопасное выполнение прыжков при полетной массе парашютиста со специальным снаряжением до 150 кг в диапазоне температур воздуха у земли от −35 до +35 градусов по Цельсию, на скорости полёта воздушного судна в момент десантирования до 350 км/ч. В конструкцию входят основная и запасная парашютные системы с планирующими идентичными 9-секционными куполами, которые размещаются в одном наспинном ранце и имеют общую подвесную систему.
Конструкция подвесной системы позволяет размещать на ней дополнительное снаряжение (груз) массой до 50 кг в отдельном грузовом контейнере с автономной парашютной системой УГКПС-50.